# Bényi László

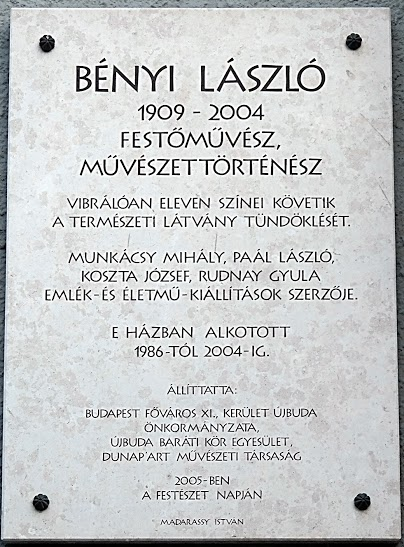
Emléktáblája egykori lakóhelyén
(XI. ker., Bartók Béla út 78.)

Bényi László (Rákosliget, 1909. december 18. – Budapest, 2004. április 8.) magyar festő, művészeti író.

## Élete
Rákosligeten született, és gyermekéveit is itt töltötte a családi házban. Szülei, nagyszülei, rokonai iparosok voltak, vidéki értelmiségiek, akikben megvolt a kellő kulturális érdeklődés, és a művészet szeretete. Sok időt töltött vidéken a rokonoknál Rátóton, és Kiskunlacházán, ahonnan édesapja is származott. Alapvető, képzőművészeti érdeklődése édesanyjához köthető, Feszt Jolánhoz, aki maga is ügyesen rajzolt, festett. Édesapjától a kitartó szorgalmat, és fáradhatatlan munkabírást örökölte. Rákosligeti élményekből táplálkozva már a kezdetek kezdetén a természeti táj, falurészek, lombos fák vonzották - erről tanúskodnak korai diófapác rajzai. Rákosligeten a család megkeresésére Sárkány Lóránd festőművész-rajztanár irányítása alá került, s a kezdeti képzést is tőle kapta. Középiskolát a Kőbányai Szent László Magyar Királyi Állami Főgimnáziumban végezte, ahol kiteljesedett képzőművészeti érdeklődése és tudása Grabowieczky Leon (1881–1968) művész-rajztanár irányítása mellett.
Megélhetés miatt polgári foglalkozást választ, s a jogi egyetem elvégzése után, 1931–1933 között Aba-Novák Vilmos szabadiskolájában tanult. Mestere igen tehetséges növendéknek tartotta. 1933-ban lépett először nyilvánosság elé a "Fiatalok a Műcsarnokban" nevű tárlaton, a fővárosban. 1936-ig a Magyar Képzőművészeti Főiskolán ösztöndíjasként folytatta tanulmányait, közben 1931–1933 között ösztöndíjas gyakornokként működött Réti István festőművész mellett. Az 1930-as évek elejétől kezdve rendszeresen megfordult a Szolnoki művésztelepen. Részt vett Aba-Novák Vilmossal és Chiovini Ferenccel együtt a jászszentandrási hatalmas méretű freskó készítésében is. Az 1940-es évektől Zebegényben és Nagymaroson dolgozott. Számos országban járt tanulmányúton, 1935-ben Olaszországban és Líbiában, 1939-ben Jugoszláviában. A háborús éveket Budapesten töltötte egy papírárugyár alkalmazottjaként. 1945 után aktívan részt vett a Fészek Klub, a kecskeméti és a bajai művésztelepek újra szervezésében. Alapító tagja volt a Rippl-Rónai Társaságnak, majd egy ideig titkára is. 1948-tól a Vallás- és Közoktatási Minisztérium művészeti, majd muzeológiai főosztályán dolgozott, ezt követően pedig a Múzeumok és Műemlékek Országos Központjának osztályvezetője lett. Foglalkozott kiállítások szervezésével is. Bényi László rendezte többek közt, Munkácsy Mihály, Rudnay Gyula, Székely Bertalan, Zichy Mihály gyűjteményes kiállításait. Dolgozott a Magyar Nemzeti Galéria munkatársaként is. 1958-ban megbízást kapott a brüsszeli világkiállítás magyar képzőművészeti pavilonjának rendezésére. Erős hazai bírálatok közepette mégis kiállított számos jelentős Csontváry művet, amellyel elérte, hogy a nemzetközi figyelem kereszttüzébe kerülő, itthon elfeledett, és kevéssé becsült festő végre elinduljon az őt megillető szakmai elismerés felé. Bényi László azon kevesek közé tartozott, ki már igen korán felismerte Csontváry jelentőségét, kutatásainak eredményeként írott tanulmányát a Magyar Művészet folyóirat 1936-ban közölte is. Felesége Supka Magdolna művészettörténész, lánya Bényi Eszter, textilművész.

## Munkássága
Főleg tájképeket, csendéleteket festett. Ecsetkezelése lendületes, előszeretettel alkalmazta a vastag, széles ecsetvonásokat. A képein fellelhető színgazdagság eleven mégis mérték tartó. Az alföldi iskola hagyományait követte élete végéig. Az 1960-as évektől a Balaton környéki tájak szerelmese lett, számtalan művén örökítette meg a Balaton szépségét. Bényi László mondta magáról: „Festésre mindig a természet hangolt. Képeimet spontánul váltották ki az évszakok színei, ezeknek nyílása és múlása éppen úgy foglalkoztatott, mint embersorsok feletti tűnődéseim és megrendüléseim.” Írói munkássága is nagyon jelentős, számtalan képzőművészeti album alkotója. Bényi László nevéhez fűződik a zalai Zichy Mihály emlékmúzeum, és a sárospataki Vármúzeum létesítése,

## Emlékezete
- Újbudán, a Bartók Béla út 78. számú ház falán, ahol Bényi László festőművész élt és alkotott, 2005. október 18-án emléktáblát avattak fel.

## Kiállítások
- 1939, Városi Múzeum, Muraszombat
- 1942, Műbarát
- 1948, Művész Galéria, Szandai Sándorral
- 1955, Csók Galéria, Budapest (Nagy Gyulával)
- 1960, Útiképek, Kulturális Kapcsolatok Intézete, Budapest
- 1961, Kulturális Kapcsolatok Intézete, Szófia
- 1962, Erkel Ferenc, Gyula
- 1963, Magyar Nemzeti Galéria, Budapest, * Rippl-Rónai Múzeum, Kaposvár
- 1964, Képcsarnok, Veszprém
- 1965, Fényes Adolf Terem, Budapest, * Móra Ferenc Múzeum, Szeged
- 1966, Katona József Múzeum, Kecskemét, * a Hazafias Népfront XI. ker. helyisége, Budapest
- 1967, Kultúrotthon, Rákosliget
- 1968, Aba Novák Terem, Szolnok
- 1973, Mediterrán tájak, Szőnyi Terem, Miskolc, Bietigheim (Német Szövetségi Köztársaság)
- 1974, Hermann-Ehlers Akademia, Kiel (Német Szövetségi Köztársaság)
- 1975, Galerie K am Rudolfplatz, Köln, * Képcsarnok, Győr
- 1977, a Hazafias Népfront IX. ker. helyisége, Galerie, Windelsbach (Német Szövetségi Köztársaság)
- 1978, Csók Galéria, Budapest
- 1979, Városi tanácsháza, Szolnok
- 1980, Thermál Hotel Bényi Eszterrel, Hévíz, * Szinyei Terem, Szekszárd
- 1981, Mednyánszky Terem, Budapest, * Kórház, Cegléd
- 1982, Móra Ferenc Múzeum, Szeged
- 1983, Medgyessy Terem, Debrecen, * Szolnoki művésztelep, Szolnok
- 1984, Katona József Színház, * Balatoni Múzeum (Marton Lászlóval), Keszthely, * Csók Galéria, Budapest
- 1985, Szolnok
- 1986, Vármúzeum, Simontornya
- 1987, Iskola Galéria (Bényi Eszterrel), Csepel, * Budapest, Művelődési Központ, Szentes
- 1988, Szolnoki Galéria, Szolnok, * Múzeumbarátok Egyesülete, Iskola Galéria, Budapest, Ballantine's Club
- 1990, Csók Galéria, Budapest
- 1991, Formosa Art B. Ltd, Tajpej Tajvan

## Díjai, elismerései
- 1936: Szinyei Merse Pál Társaság díja
- 1946: MNK Képzőművészeti díj
- 1956: Munka Érdemrend
- 1968: Nemzetközi képzőművészeti kiállítás bronzérme, Juvisy (Franciaország)
- 1969: Paris-Sud nemzetközi képzőművészeti kiállítás ezüstérem
- 1980: Kortárs festészet V. szicíliai fesztiválja I. díj, Cefalù
- 2002: Magyar Köztársaság aranykoszorúval díszített Csillagrendje
- Rákosmente díszpolgára (2000)[8]

## Írásai
- Látogatás Koszta Józsefnél, Szivárvány, 1948
- Zichy Mihály, Budapest, (Supka Magdolnával), Képzőművészeti Alap Kiadó Vállalata, 1953 (Album)
- Endre Béla, Szabad Művészet folyóirat, 1954
- Koszta József, Budapest, Képzőművészeti Alap kiadóvállalat, 1959
- Az Alföld a festészetben, Műcsarnok katalógus, 1959
- Szentes, 1976
- Rudnay Gyula, Budapest, Képzőművészeti Alap kiadóvállalat, 1961
- Száz éve született Rudnay Gyula, Élet és tudomány, 1978
- Paál László, Budapest, Képzőművészeti Alap kiadóvállalat, 1977, 1979, 1983 (Album)